# هيلدا ستيفنسون
هيلدا ستيفنسون (بالإنجليزية: Hilda Stevenson)‏ هي فاعلة خير أسترالية، ولدت في 1893 في بالارات في أستراليا، وتوفيت في 1987.